# Wurmannsquick
Wurmannsquick es un municipio situado en el distrito de Rottal-Inn, en el estado federado de Baviera (Alemania). Tiene una población estimada, en abril de 2025, de 3482 habitantes.
Está ubicado cerca de la orilla del río Eno —un afluente derecho del Danubio— y de la frontera con Austria.